# Dreifachgrab von Dolní Věstonice
Koordinaten: 48° 53′ 2,8″ N, 16° 39′ 17,6″ O
Das Dreifachgrab von Dolní Věstonice war eine jungpaläolithische Mehrfachbestattung, die 1986 bei Dolní Věstonice in Südmähren (Tschechoslowakei, heute Tschechien) gefunden wurde. In dem rund 30.000 Jahre alten Grab waren die Skelette von drei jungen, männlichen Cro-Magnon-Menschen sowie Schmuckbeigaben und weitere Artefakte in überwiegend sehr gutem Zustand erhalten. Neben diesem und dem Fund in der Höhle Barma Grande in Italien sind keine weiteren Dreifachbestattungen aus dem mittleren Jungpaläolithikum bekannt.

## Kontext und Fund
Die zu dem Fluss Thaya hin abfallenden Hügel der Pollauer Berge sind seit 1924 Ziel zahlreicher archäologischer Ausgrabungen. Bei den benachbarten Ortschaften Dolní Věstonice, Pavlov und Milovice wurden im Löss seither dreizehn Begehhorizonte aus der archäologischen Kultur des Pavlovien freigelegt. Neben zahllosen Mammutresten konnten Stein- und Knochenwerkzeuge, Figuren aus Mammutelfenbein und gebranntem Ton (Venus von Dolní Věstonice) sowie sechs vollständige menschliche Skelette, Zähne und Teile von Schädeln geborgen werden. Allein das Inventar der Fundstellen bei Pavlov umfasste bereits Anfang der 1990er Jahre über 1 Million Artefakte.
1986 wurden in dem Gelände oberhalb der bereits erforschten Fundstelle Dolní Věstonice I (DV I) große Mengen Löss für den Bau eines Staudamms an der Thaya abgebaut. Da in dem Gebiet weitere Fundschichten vermutet wurden, begleiteten Archäologen dieses Vorhaben. Nachdem sich Anfang Mai in 5 m Tiefe ein Siedlungshorizont abgezeichnet hatte, wurden die Baggerarbeiten eingestellt. Bei einer anschließenden Rettungsgrabung durch die Tschechoslowakische Akademie der Wissenschaften wurden die Reste einer Freilandstation mit mehreren Feuerstellen und weitere menschliche Schädelfragmente freigelegt. Die Fundstelle erhielt daraufhin die Bezeichnung Dolní Věstonice II (DV II).
Am 13. August 1986 fand der Archäologe Bohuslav Klíma in dem flachen Hang unterhalb des Lagers eine Mehrfachbestattung mit den Skeletten von drei nebeneinander abgelegten Individuen. Der außergewöhnliche Fund mit den zum großen Teil sehr gut erhaltenen Skeletten wurde freigelegt, präpariert und in situ von einer Fachkommission begutachtet. Am 18./19. August 1986 wurden zunächst die Arm- und Beinknochen einzeln geborgen und anschließend die Rumpfskelette mit den Schädeln jeweils en bloc.

## Befund

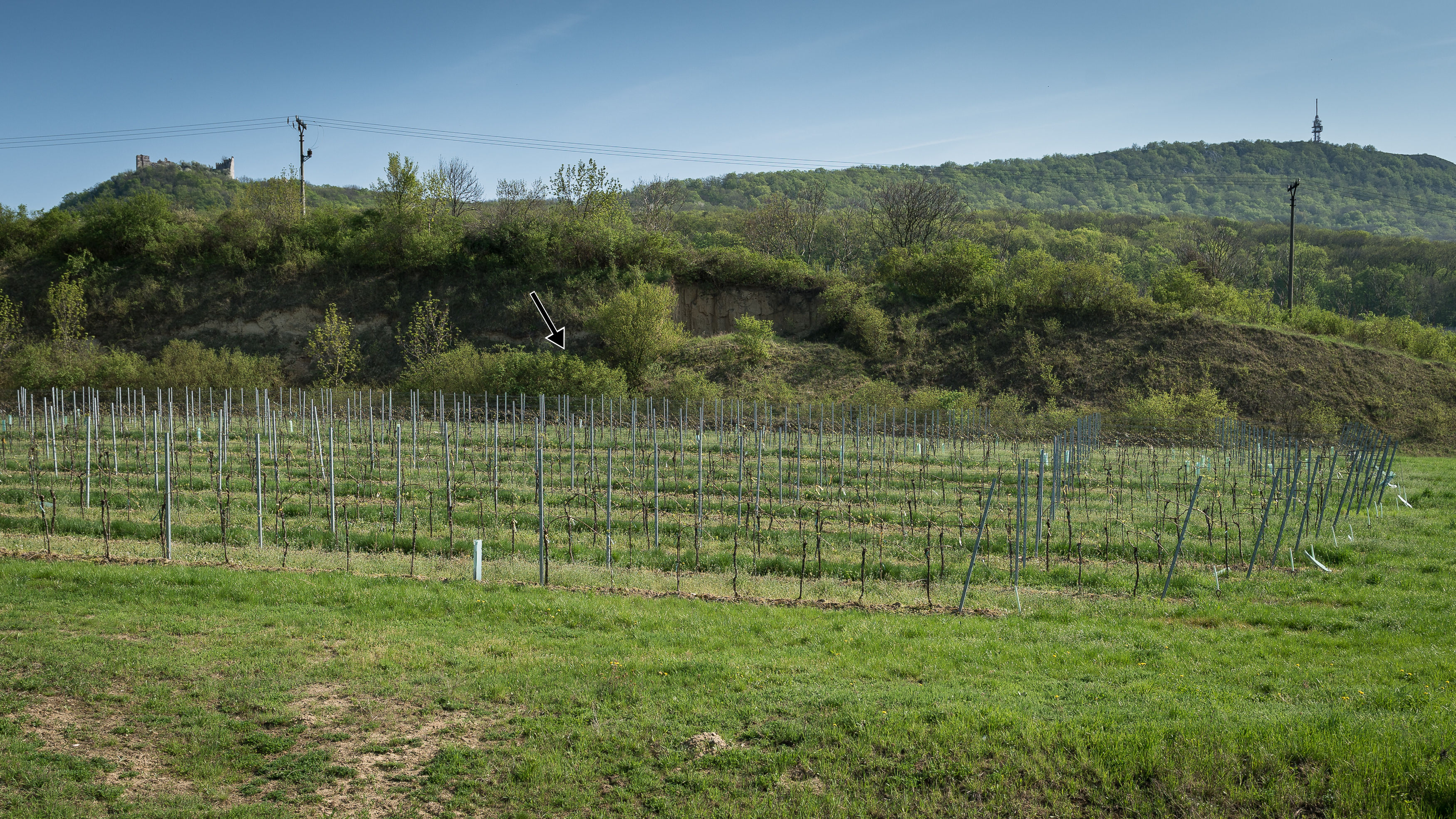
Dolní Věstonice II – Die Fundstelle der Dreifachbestattung befand sich etwa 10 m vor der Böschung auf Höhe der Pfeilspitze. Ende der 1980er Jahre wurde der Löss bis auf das heutige Niveau abgegraben.

Die drei Toten waren zeitgleich nebeneinander mit gestreckten Beinen in einer eingetieften Grabgrube abgelegt worden, die Schädel nach Süden, die Gesichter nach Westen ausgerichtet. Durch die bei allen anthropologischen Funden von Dolní Věstonice übliche fortlaufende Nummerierung erhielten die Individuen die Bezeichnungen DV 13 (links), DV 14 (rechts) und DV 15 (Mitte). Bei der gemeinsamen Bestattung war zunächst DV 15 in Rückenlage mit aufeinandergelegten Sprunggelenken mittig in der Mulde abgelegt worden. Anschließend wurde links davon DV 13 ebenfalls in Rückenlage beigesetzt. Durch die Ausformung der Grube lag der Körper leicht zu DV 15 geneigt. Beide Hände wurden auf der Leistenregion von DV 15 positioniert, die Unterarme lagen exakt aufeinander, in einem Winkel von 120° gestreckt. Zuletzt wurde DV 14 bäuchlings am rechten Grabrand abgelegt, sein linker Arm lag auf dem linken Arm von DV 15.
Anschließend wurden die drei Schädel mit einem Gemisch aus Lehm und Rötel bedeckt, in dem durchbohrte Wolfs- und Fuchszähne sowie kleine gelochte Elfenbeinperlen erhalten blieben. Ursprünglich waren diese wahrscheinlich an Kopfbedeckungen oder Stirnbändern befestigt. Der Schoß von DV 15 wurde mit Rötel bestreut. Zwischen den Oberschenkeln legte man eine retuschierte Feuersteinklinge und mehrere Absplisse. Zwischen den Kiefern von DV 15 befand sich ein Stück Pferderippe, das die Wissenschaftler als ein Beißholz zur Schmerzlinderung interpretierten.
Abschließend wurde eine Schicht aus Fichtenzweigen und -stämmen über dem Grab abgebrannt und dieses dann mit Erde abgedeckt. Ähnlich wie in einem Kohlenmeiler wurde das Holz zu großen Teilen in Holzkohle umgewandelt. Dadurch entstanden in dem Grab sehr gute Erhaltungsbedingungen. Das Alter der Bestattung konnte anhand der Holzkohlen mit der Radiokarbonmethode bestimmt werden. Es lag zwischen 24.470 ± 190 BP und 27.660 ± 80 BP, was einem mit CalPal kalibrierten Alter zwischen 27.290 ± 485 v. Chr. und 30.246 ± 218 v. Chr. entspricht (Proben GrN-11003 und GrN-13962). Direkte Datierungen, mit Proben aus den Oberschenkelknochen der drei Individuen, ergaben geringfügig höhere Alter.

## Individuen
Jedes der drei Skelette weist eine Reihe von Besonderheiten und Anomalien auf, aus denen zum Teil Rückschlüsse auf die Lebensumstände, Todesursachen und die genetischen Beziehungen untereinander gezogen werden können. Anhand des massiven Schädelbaus und der Form der Beckenknochen konnten DV 13 und DV 14 zweifelsfrei als männlich identifiziert werden. Bei DV 15 sind im Bereich des Beckens die außergewöhnlich große Schambeinfuge und das in Form (spatenförmig statt dreieckig) und Größe (- 50 %) für beide Geschlechter untypisch ausgebildete Kreuzbein auffällig. Wegen des zudem grazilen Schädelbaus war man bis 2014 von einem weiblichen oder intersexuellen Individuum ausgegangen. Es handelte sich jedoch ebenfalls um einen Mann.
DV 13: männlich, ca. 21–25 Jahre, 168–169 cm, ca. 65 kg, Haplogruppe U8c. Anatomische Besonderheiten: Verheilte Verletzungen mit Narben auf Stirn und Scheitelbein, möglicherweise durch Schläge mit stumpfen Gegenständen wie Langknochen oder Holzstangen. Tödliche Stichverletzung im Bereich des Beckens durch einen hölzernen Speer mit Fraktur des rechten Sitzbeins. Beifunde: 20 durchbohrte Wolfs- und Fuchszähne und kleine, tropfenförmige Elfenbeinperlen, Bruchstück eines Speers im Beckenbereich.
DV 14: männlich, ca. 16–20 Jahre, 179–180 cm, ca. 68 kg, Haplogruppe U5. Anatomische Besonderheiten: Tödliche Schädelverletzung durch einen Schlag mit einem stumpfen Gegenstand, splitterige Schädelfraktur über den gesamten Hinterkopf mit einem Defekt von 6 cm Durchmesser im Hinterhauptbein. Beifunde: 3 durchbohrte Wolfs- und Fuchszähne und kleine, tropfenförmige Elfenbeinperlen.
DV 15: männlich, ca. 21–25 Jahre, 159 cm, 66–68 kg, Haplogruppe U5.  Anatomische Besonderheiten: Der Zustand der Zahnkronen lässt auf wiederholte, infektiöse, fiebrige Erkrankungen und Vitamin-D-Mangel während der Wachstumsphase schließen. In deren Folge kam es zum Durchbiegen des rechten Oberschenkelknochens nach hinten und einer Beinlängendifferenz von 15 mm, die wiederum zu einem Beckenschiefstand mit nach rechts verschobener Wirbelsäule führte. Auch der rechte Oberarmknochen weist eine Biegung auf, die linken Unterarmknochen sind verkürzt. Die an den Schulterblättern und am Becken vorhandenen Fehlbildungen sowie die Hüftdysplasie könnten auch angeboren sein. Beifunde: 4 durchbohrte Fuchszähne, eine Pferderippe als Beißholz, Feuersteinabsplisse und eine retuschierte Feuersteinklinge.
Aufgrund der Fundumstände und des Sterbealters der Individuen nahm man zunächst an, dass in dem Grab Geschwister oder Verwandte 2. Grades beigesetzt sein könnten. Um ein möglicherweise verwandtschaftliches Verhältnis nachweisen zu können, wurden die Skelette auf gemeinsame Normvarianten untersucht. Bei allen Individuen ließen sich mehrere morphologische Besonderheiten feststellen, die auf eine enge genetische Beziehung hinwiesen: Im Bereich der Schultergürtel konnten neben Anzeichen einer Sprengel-Deformität mit Schulterhochstand auch abnorm gekrümmte Ränder der Schulterblätter und lappenartige Ausformungen an den Schulterkämmen nachgewiesen werden, wie sie sonst nur bei Schweinen vorkommen. Eine positive Ähnlichkeitsanalyse von seltenen Merkmalen an den Zahnkronen und -wurzeln sowie die bei allen Individuen fehlende rechte Stirnhöhle wurden als Hauptindizien für das Vorliegen von Geschwistern gewertet. Eine aDNA-Analyse lieferte zunächst das Ergebnis, dass die drei Toten unterschiedliche mtDNA-Sequenzen tragen und daher keine Geschwister oder Cousins mütterlicherseits gewesen sein können. Spätere Untersuchungen zeigten, dass DV 14 und DV 15 denselben Haplotyp haben, somit auf der mütterlichen Linie nah verwandt und möglicherweise Geschwister waren.